# Ulrich van Gobbel
Ulrich van Gobbel (Paramaribo, 16 gennaio 1971) è un allenatore di calcio ed ex calciatore olandese, di ruolo difensore, attuale allenatore dell'Under-15 del Feyenoord.

## Carriera
Ha giocato per il Feyenoord Rotterdam (nella quale è stato per due periodi diversi), per il Galatasaray e per il Southampton. Al Southampton ha fatto 2 gol, uno contro il Lincoln City nella Coppa di Lega e uno contro il Leicester City.
Ha ottenuto 8 presenze nella Nazionale di calcio dei Paesi Bassi.

## Casi giudiziari
Nel 2006 fu accusato di acquistare auto a credito vendendole senza pagare la casa automobilistica. Anche se la polizia olandese non fu in grado di localizzare Van Gobbel per l'indagine, si riteneva fosse nel Suriname. Verso la fine di marzo dello stesso anno ricevette una condanna di 4 mesi di reclusione. Nel 2008 la condanna fu convertita dalla corte di giustizia delL'Aia in 120 ore di servizio comunitario.
Il 22 marzo 2009 è stato condannato da un giudice di Rotterdam ad una multa di 380 euro e 31 ore di servizio comunitario per aver guidato un'Audi con la patente revocata.

## Palmarès

### Club

#### Competizioni nazionali
- Supercoppa dei Paesi Bassi: 1

Feyenoord: 1991

#### Competizioni internazionali
- Coppa UEFA: 1

Feyenoord: 2001-2002